# Associazione Calcio Verona 1940-1941
Questa voce raccoglie le informazioni riguardanti l'Associazione Calcio Verona nelle competizioni ufficiali della stagione 1940-1941.

## Rosa
| N. |                   | Ruolo | Calciatore        |
| -- | ----------------- | ----- | ----------------- |
|    | Italia (bandiera) | P     | Giuseppe Cotroneo |
|    | Italia (bandiera) | P     | Oreste Rabelli    |
|    | Italia (bandiera) | D     | Bruno Facchin     |
|    | Italia (bandiera) | D     | Giulio Fenzi      |
|    | Italia (bandiera) | D     | Battista Foletto  |
|    | Italia (bandiera) | D     | Giulio Pellicari  |
|    | Italia (bandiera) | D     | Franco Pincelli   |
|    | Italia (bandiera) | D     | Anselmo Trentin   |
|    | Italia (bandiera) | C     | Bruno Bedosti     |
|    | Italia (bandiera) | C     | Orfeo Bellesini   |
|    | Italia (bandiera) | C     | Flavio Cecconi    |
|    | Italia (bandiera) | C     | Giacomo Conti     |
|    | Italia (bandiera) | C     | Giannino Facci    |
|    | Italia (bandiera) | C     | Renzo Formenti    |

| N. |                   | Ruolo | Calciatore        |
| -- | ----------------- | ----- | ----------------- |
|    | Italia (bandiera) | C     | Ezio Meneghello   |
|    | Italia (bandiera) | C     | Franco Ravasio    |
|    | Italia (bandiera) | C     | Carlo Sabadini    |
|    | Italia (bandiera) | C     | Luigi Sabaini     |
|    | Italia (bandiera) | C     | Sergio Sandrini   |
|    | Italia (bandiera) | C     | Edmondo Vitali    |
|    | Italia (bandiera) | C     | Silvestro Zanolli |
|    | Italia (bandiera) | A     | Mario Andreis     |
|    | Italia (bandiera) | A     | Aldo Checchetti   |
|    | Italia (bandiera) | A     | Elio Grolli       |
|    | Italia (bandiera) | A     | Nereo Righetti    |
|    | Italia (bandiera) | A     | Giuseppe Zenari   |
|    | Italia (bandiera) | A     | Luigi Zanetti     |

## Risultati

### Serie B

#### Girone di andata
| Arbitro: | Tonnetti (Roma) |

|                              |           |           |
| Rossetti 25’ Bruscantini 60’ | Marcatori | 51’ Conti |

| Arbitro: | Limido (Milano) |

|                              |           |                              |
| Zanetti 20’, 56’, 76’ (rig.) | Marcatori | 43’ Magni 77’ (aut.) Foletto |

| Arbitro: | Matteucci (Roma) |

|                                                   |           |                    |
| Robotti 18’ Ghezzi 27’, 74’ Fibbi 43’ (rig.), 75’ | Marcatori | 58’ (rig.) Zanetti |

| Arbitro: | Cardinali (Milano) |

|                                        |           |                                               |
| Conti 37’, 55’ Zanetti 41’ Facchin 81’ | Marcatori | 42’ Castigliano 57’ Pizzala 90’ (rig.) Salati |

| Arbitro: | Gemini |

|                                     |           |           |
| Mannocci 19’, 76’ Pini 55’ Vigo 86’ | Marcatori | 5’ Grolli |

| Arbitro: | Savio (Torino) |

|  |           |                  |
|  | Marcatori | 75’ (rig.) Cappa |

| Arbitro: | Giambone |

|                           |           |                       |
| Del Medico 8’ Bertoli 36’ | Marcatori | 14’ Facci 47’ Zanetti |

| Arbitro: | Scotto (Savona) |

|                         |           |             |
| Zanetti 27’, 37’ (rig.) | Marcatori | 19’ Bianchi |

| Arbitro: | Donati (Milano) |

|                  |           |  |
| Torti 85’ (rig.) | Marcatori |  |

| Arbitro: | Biancone (Roma) |

|           |           |                          |
| Conti 67’ | Marcatori | 20’ Moretti 29’, 49’ Gei |

| Arbitro: | Conticini |

|                                       |           |           |
| Biraghi 57’ Belardini Di Pasquale 87’ | Marcatori | 19’ Conti |

| Arbitro: | Marsciani (Modena) |

|                    |           |                        |
| Zanetti 66’ (rig.) | Marcatori | 26’ Crola 36’ Bramanti |

| Arbitro: | Rosso (Casale Monferrato) |

|                          |           |            |
| Ferrara 68’ Traversa 89’ | Marcatori | 9’ Zanetti |

| Arbitro: | Viarengo (Asti) |

|                       |           |             |
| Zanetti 1’ Grolli 33’ | Marcatori | 34’ Cortini |

| La Spezia 30 gennaio 1941 15ª giornata | Spezia | 4 – 0 | Verona | Stadio Alberto Picco |

| Vicenza 6 febbraio 1941 16ª giornata | Vicenza | 3 – 0 | Verona | Campo Sportivo del Littorio |

| Arbitro: | Galletti |

|                                |           |           |
| Conti 4’ Sabaini 62’ Facci 79’ | Marcatori | 27’ Banfi |

#### Girone di ritorno
| Arbitro: | Curradi (Firenze) |

|                         |           |  |
| Cecconi 52’ Zanetti 71’ | Marcatori |  |

| Arbitro: | Pizziolo (Firenze) |

|                                      |           |             |
| Scorza 57’ Celoria 62’ Callegari 66’ | Marcatori | 12’ Cecconi |

| Arbitro: | Carpani (Milano) |

|                          |           |                          |
| Zanetti 26’ Righetti 51’ | Marcatori | 25’ Ghezzi 39’ Pietruzzi |

| Vercelli 2 marzo 1941 21ª giornata           | Pro Vercelli | 0 – 1 referto | Verona | Stadio Leonida Robbiano |
| \| \| \| \| \| \| Marcatori \| 52’ Grolli \| |              |               |        |                         |
|                                              |              |               |        |                         |
|                                              | Marcatori    | 52’ Grolli    |        |                         |

| Arbitro: | Limido (Milano) |

|                        |           |  |
| Grolli 26’ Zanetti 42’ | Marcatori |  |

| Lucca 16 marzo 1941 23ª giornata | Lucchese       | 0 – 0 referto | Verona | Stadio Porta Elisa\| Arbitro: \| Gamba (Napoli) \| |
| Arbitro:                         | Gamba (Napoli) |               |        |                                                    |

| Arbitro: | Rosso (Casale Monferrato) |

|            |           |                           |
| Grolli 20’ | Marcatori | 41’ D'Odorico 54’ Bertoli |

| Arbitro: | Bogetti (Torino) |

|                |           |  |
| Violi 28’, 80’ | Marcatori |  |

| Arbitro: | Mattea (Torino) |

|                                  |           |               |
| Facci 50’ Righetti 54’ Conti 86’ | Marcatori | 90’ Fiorini I |

| Arbitro: | Zavattaro (Casale Monferrato) |

|                                                  |           |  |
| Gei 8’, 9’ Dusi 38’ Moretti 52’, 67’ Gadaldi 79’ | Marcatori |  |

| Arbitro: | Ciamberlini (Genova) |

|                       |           |                 |
| Zanetti 41’, 47’, 55’ | Marcatori | 81’ Di Pasquale |

| Lodi 27 aprile 1941 29ª giornata                                                                            | Fanfulla  | 5 – 1 referto     | Verona | Stadio Dossenina |
| \| \| \| \| \| Subinaghi 6’, 34’, 85’ (rig.) Colaneri 31’ Bramanti 65’ \| Marcatori \| 80’ (aut.) Edelli \| |           |                   |        |                  |
| |           |                   |        |                  |
| Subinaghi 6’, 34’, 85’ (rig.) Colaneri 31’ Bramanti 65’                                                     | Marcatori | 80’ (aut.) Edelli |        |                  |

| Arbitro: | Bertolio (Torino) |

|             |           |                          |
| Sabaini 22’ | Marcatori | 10’ Vaschetto 82’ Tomasi |

| Arbitro: | Panciatici (La Spezia) |

|                             |           |                             |
| Polack 12’ Dapas 71’ (rig.) | Marcatori | 28’, ?’ Zanetti 40’ Facchin |

| Arbitro: | Cardinali (Milano) |

|                             |           |                          |
| Checchetti 6’ Bellesini 50’ | Marcatori | 41’ (rig.), 72’ Costanzo |

| Arbitro: | Bellè (Venezia) |

|                    |           |                       |
| Zanetti 51’ (rig.) | Marcatori | 58’ Balbo 68’ Zanollo |

| Arbitro: | Dellarole (Vercelli) |

|                                                    |           |            |
| Cristina 36’, 88’ Banfi 66’, 90’ Colaussi 71’, 86’ | Marcatori | 85’ Zenari |

### Coppa Italia
| Arbitro: | Galletti (Bolzano) |

|                           |           |           |
| Grolli 38’ Conti 42’, 70’ | Marcatori | 58’ Suppi |

| Udine 11 maggio 1941 Sedicesimi di finale | Udinese | 4 – 0 | Verona | Stadio Moretti |

## Statistiche

### Statistiche di squadra
| Competizione | Punti | In casa | In casa | In casa | In casa | In casa | In casa | In trasferta | In trasferta | In trasferta | In trasferta | In trasferta | In trasferta | Totale | Totale | Totale | Totale | Totale | Totale | DR  |
| Competizione | Punti | G       | V       | N       | P       | Gf      | Gs      | G            | V            | N            | P            | Gf           | Gs           | G      | V      | N      | P      | Gf     | Gs     | DR  |
| ------------ | ----- | ------- | ------- | ------- | ------- | ------- | ------- | ------------ | ------------ | ------------ | ------------ | ------------ | ------------ | ------ | ------ | ------ | ------ | ------ | ------ | --- |
| Serie B      | 26    | 17      | 9       | 2       | 6       | 33      | 26      | 17           | 2            | 2            | 13           | 14           | 50           | 34     | 11     | 4      | 19     | 47     | 76     | -29 |
| Coppa Italia |       | 1       | 1       | 0       | 0       | 3       | 1       | 1            | 0            | 0            | 1            | 0            | 4            | 2      | 1      | 0      | 1      | 3      | 5      | -2  |
| Totale       |       | 18      | 10      | 2       | 6       | 36      | 27      | 18           | 2            | 2            | 14           | 14           | 54           | 36     | 12     | 4      | 20     | 50     | 81     | -31 |

### Statistiche dei giocatori
| Giocatore     | Serie B  | Serie B | Coppa Italia | Coppa Italia | Totale   | Totale |
| Giocatore     | Presenze | Reti    | Presenze     | Reti         | Presenze | Reti   |
| ------------- | -------- | ------- | ------------ | ------------ | -------- | ------ |
| M. Andreis    | 19       | 0       | 1            | 0            | 20       | 0      |
| B. Bedosti    | 10       | 0       | 1            | 0            | 11       | 0      |
| O. Bellesini  | 2        | 1       | -            | -            | 2        | 1      |
| F. Cecconi    | 14       | 2       | 1            | 0            | 15       | 2      |
| A. Checchetti | 3        | 1       | -            | -            | 3        | 1      |
| G. Conti      | 27       | 7       | 1            | 2            | 28       | 9      |
| G. Cotroneo   | 1        | -3      | 1            | -4           | 2        | -7     |
| B. Facchin    | 16       | 2       | 2            | 0            | 18       | 2      |
| G. Facci      | 17       | 3       | 1            | 0            | 18       | 3      |
| G. Fenzi      | 8        | 0       | -            | -            | 8        | 0      |
| B. Foletto    | 17       | 0       | 1            | 0            | 18       | 0      |
| R. Formenti   | 7        | 0       | -            | -            | 7        | 0      |
| E. Grolli     | 21       | 5       | 1            | 1            | 22       | 6      |
| E. Meneghello | 22       | 0       | 1            | 0            | 23       | 0      |
| G. Pellicari  | 21       | 0       | 2            | 0            | 23       | 0      |
| F. Pincelli   | 22       | 0       | 1            | 0            | 23       | 0      |
| O. Rabelli    | 33       | -73     | 1            | -1           | 34       | -74    |
| F. Ravasio    | 2        | 0       | -            | -            | 2        | 0      |
| N. Righetti   | 11       | 3       | -            | -            | 11       | 3      |
| C. Sabadini   | 14       | 1       | 1            | 0            | 15       | 1      |
| L. Sabaini    | 29       | 1       | 2            | 0            | 31       | 1      |
| S. Sandrini   | 9        | 0       | 1            | 0            | 10       | 0      |
| A. Trentin    | 3        | 0       | -            | -            | 3        | 0      |
| E. Vitali     | 3        | 0       | -            | -            | 3        | 0      |
| L. Zanetti    | 32       | 19      | 2            | 0            | 34       | 19     |
| S. Zanolli    | 1        | 0       | -            | -            | 1        | 0      |
| G. Zenari     | 10       | 1       | 1            | 0            | 11       | 1      |